# Seiiči Sakija
Seiiči Sakija (* 1. prosinec 1950) je bývalý japonský fotbalista.

## Klubová kariéra
Hrával za Nippon Steel.

## Reprezentační kariéra
Seiiči Sakija odehrál za japonský národní tým v letech 1971-1972 celkem 3 reprezentační utkání.

## Statistiky
| Japonsko | Japonsko | Japonsko |
| Roky     | Záp.     | Góly     |
| -------- | -------- | -------- |
| 1971     | 2        | 0        |
| 1972     | 1        | 0        |
| Celkem   | 3        | 0        |